# 찰스 코글린
찰스 코글린(Charles Coughlin, 본명: 찰스 에드워드 코글린, 본명 영어: Charles Edward Coughlin, /ˈkɒɡlˈn/ KOG-lin(코글린으로 발음), 1891년 10월 25일 – 1979년 10월 27일), 일반적으로 코글린 신부(Father Coughlin)로 알려진 캐나다계 미국인 가톨릭 신부는 미국 디트로이트 근처에 거주했다. 국립 작은 꽃의 신사(National Shrine of the Little Flower)의 창립 신부였다. "라디오 사제 "(The Radio Priest )라는 별명을 갖고 있으며 선도적인 선동가로 여겨지는 그는 대중에게 다가가기 위해 라디오를 사용한 최초의 정치 지도자 중 한 명이었다. 1930년대 미국 인구가 약 1억 2천만 명이었을 때 약 3천만 명의 청취자가 그의 주간 방송을 시청했다.
코글린은 온타리오주에서 노동자 계급 아일랜드 카톨릭 부모 사이에서 태어났다. 그는 1916년에 신권에 성임되었고, 1923년에는 미시간주 로열오크 (미시간주)에 있는 국립 작은 꽃 성소에 임명되었다. 코글린은 전 세계적으로 반 가톨릭 정서가 증가하는시기에 설교를 방송하기 시작했다. 그의 방송이 정치적으로 변하면서 그는 점점 더 인기를 얻었다.